# Inconscient
Pour les articles homonymes, voir Inconscient (homonymie) et Inconscience.
L'inconscient (en allemand : das Unbewusste), antonyme de « conscient », est une notion qui, avant Freud, renvoie en général à des phénomènes échappant à la conscience.
Objet d'une longue maturation de son histoire au travers de la philosophie, de la littérature et de la psychologie, l'inconscient est devenu, au début du XXe siècle, un concept majeur de la psychanalyse, non plus seulement au sens « descriptif », philosophique et psychologique, de « non conscient », mais au sens désormais dynamique et pulsionnel de l'inconscient comme refoulé de la première topique, et du ça, du Moi et du Surmoi de la deuxième topique freudiennes.
Pour Jacques Lacan, l'inconscient est essentiellement lié au langage (sujet de l'inconscient).
La notion archétypale d'inconscient collectif est attribuée à Carl Gustav Jung, fondateur, après sa rupture avec Freud, de la psychologie analytique.

## L'inconscient jusqu'à Freud
Selon J. Laplanche et J.-B. Pontalis, l'adjectif « inconscient » peut s'employer d'abord au « sens descriptif » de ce qui n'est pas présent « dans le champ actuel de la conscience ». En ce sens le préconscient et l'inconscient, tels que Freud définit ceux-ci dans le cadre de sa première topique, sont confondus. 

### Occurrence du terme
Élisabeth Roudinesco et Michel Plon relèvent que la première occurrence du terme — au sens de « non conscient » — se trouve dans la langue anglaise, dans les écrits du juriste, Henry Home Kames, en 1751. Peu après, les termes Unbewusstseyn et bewusstlos sont utilisés en allemand par Ernst Platner (1776). Malgré les écrits précurseurs de Maine de Biran, les auteurs français ne s'intéresseront que peu au sujet et le terme passera dans la langue française beaucoup plus tardivement, grâce à l'écrivain suisse, Henri-Frédéric Amiel qui, en 1860, parle dans son Journal de la « vie psychique inconsciente ».

### Conceptualisation du terme
D'après Plon et Roudinesco, la philosophie s'était dès l'Antiquité intéressée à une activité susceptible d'échapper à la conscience, mais c'est au XVIIe siècle que Descartes, à travers le cogito, conceptualise l'opposition entre la conscience comme fondement de la raison et ce qui y échappe — relégué par lui dans le domaine de la folie,. Leibniz, avec un texte concernant les « petites perceptions confuses » (ou théorie des petites perceptions) s'approche également d’un concept d'inconscient qui s'oppose à la conception cartésienne de la conscience. Il constate que nos pensées humaines sont continues à l'insu de nos consciences. Dans le même temps, Pascal et Spinoza remettront en cause l’autonomie de la conscience à travers notamment l’importance des automatismes et des affects.
Au XVIIIe siècle apparaît sur ce présupposé la « première psychiatrie dynamique » qui pratique une « thérapeutique fondée sur le magnétisme » comme chez Franz Anton Mesmer, ce qui amène à voir l’inconscient « comme une dissociation de la conscience: subconscience ou automatisme mental », avancent Plon et Roudinesco, et accessible à l'hypnose.
Au XIXe siècle, avec les philosophes Schelling et Arthur Schopenhauer apparaît, selon Plon et Roudinesco, l'idée d’une psyché présente dans l’âme humaine et qui échappe à la rationalité, Eduard von Hartmann publie en 1868 la Philosophie de l'Inconscient. Et c'est dans ce siècle que se développe une « psychologie expérimentale », médicale et physiologique, avec Johann Friedrich Herbart, Hermann von Helmholtz, Gustav Fechner, Wilhelm Wundt et Carl Gustav Carus qui fut le premier à noter le rôle éminent des fonctions sexuelles, dans la vie psychique.
Sigmund Freud va transformer la tradition philosophique et psychiatrique précédente, où, à propos de l'inconscient, étaient alors employés des termes « courants, mais vagues », remarque Michèle Porte. Selon Plon et Roudinesco, au tournant du siècle, Freud développe une nouvelle conception, à partir de la synthèse de l'enseignement de Charcot, Bernheim et Breuer dans un premier temps, puis de son ouvrage L'Interprétation du rêve (1900) dans un second, donnant par là naissance à la psychanalyse où la notion d'inconscient est centrale.
Selon l'historien Alain Besançon, « le mérite de Freud est non pas d'avoir reconnu l'existence de l'inconscient mais d'avoir trouvé le moyen d'y pénétrer et d'en avoir décrit rationnellement la genèse et le contenu : le refoulement, le refoulé ».

#### Traduction du terme
À l'article « Inconscient, inconscience » (allemand : unbewusst, Unbewusste; Unbewusstheit, Unbewusstsein ; anglais : unconscious, unconciousness) du Vocabulaire européen des philosophies. Le dictionnaire des intraduisibles, Alexandre Abensour se demande si « l'inconscient a été effectivement reçu tel que Freud le concevait ». Freud aurait été en fait « conduit à rejeter le terme de “subconscient”, très en vogue en France et dans les pays de langue anglaise, ou à laisser de côté l'“inconscience” [...] ». En 1893 en effet, dans un article rédigé en français, « Quelques considérations pour une étude comparative entre les paralysies motrices organiques et hystériques », que lui avait commandé Charcot, il utilisait le terme de « subconscient », en reprenant la terminologie française en vigueur. C'est dans L'Interprétation du rêve (1900), au dernier chapitre sur la « Psychologie des processus du rêve », où Freud élabore sa première topique, qu'apparaît « das Unbewusste », soit  l'« un des trois systèmes du psychisme ».  La notion en sera précisée dans l'article Das Unbewusste de la métapsychologie de 1915.
Selon Abensour, le terme « inconscient » « ne prend vraiment sens que dans le cadre de la première topique » : la construction de l'appareil psychique où Freud distingue trois systèmes : l'inconscient, le préconscient et le conscient, « est d'une rigueur sans équivalent dans la psychologie de la fin du XIXe siècle et du début du XXe siècle. C'est peut-être cette rigueur qui fait problème pour les traducteurs ».

## L'inconscient en psychanalyse
Chez Freud, dans la première topique, l'inconscient est l'un des trois systèmes de l'appareil psychique, (avec le préconscient et le conscient) et constitué de contenus refoulés. Puis, dans la deuxième topique, il n'est plus un système à part mais une qualité du ça et, pour une part, du moi et du surmoi. Pour Laplanche et Pontalis, « l'inconscient est d'abord indissolublement une notion topique et dynamique qui s'est dégagée de l'expérience de la cure ».
Au cours du XXe siècle, différents psychanalystes approfondiront le travail de Freud : Melanie Klein et Karen Horney insistent sur la relation archaïque avec la mère ; Jacques Lacan développe, à partir d'une théorie du signifiant, les liens entre inconscient et langage. Tout en critiquant cette conception langagière de l'inconscient de Lacan, Jean Laplanche, dans le cadre de la théorie de la séduction généralisée, passera à sa propre notion de « signifiant énigmatique », puis de « message énigmatique » au sens de messages compromis avec l'inconscient de l'autre parental qui les adresse à l'enfant.

### L'inconscient chez Freud
L'adjectif substantivé en allemand das Unbewusste (abrégé : Ubw ; Ics en français) désigne l'inconscient « comme système » ; l'adjectif « inconscient » (unbewusst:ubw ; abréviation « ics » en français) « qualifie au sens strict les contenus du dit système ».
L'inconscient est le concept fondamental de la psychanalyse : « S'il fallait faire tenir en un mot la découverte freudienne, ce serait incontestablement en celui de l'inconscient », écrivent Jean Laplanche et Jean-Bertrand Pontalis dans le Vocabulaire de la psychanalyse. Freud définit en effet la psychanalyse comme « science de l'animique-inconscient (unbewusst-seelisch) et psychologie de l'Inconscient, lequel évolue selon les avancées de la psychanalyse ».
Dans une lettre à Lou Andreas-Salomé, il écrira à propos de son texte sur L'inconscient (1915): « L'article sur l'inconscient doit exposer une nouvelle définition de celui-ci, laquelle équivaut à une reconnaissance ». Philippe Valon remarque alors que Freud emploie le terme rare d'origine latine d' Agnoszierung pour « reconnaissance » ; Jean Laplanche, dit-il, en signale « un des usages : reconnaître un cadavre à la morgue tandis que Claude Le Guen en relève un autre : reconnaître la paternité d'un enfant adoptif ». D'après Valon, si Freud tend à choisir « des mots d'origine latine plutôt que saxonne pour le domaine scientifique », c'est bien parce qu'il entend signifier par là « que cette reconnaissance se situe sur le plan scientifique ».

#### La découverte de l'inconscient comme constitutif du psychisme
En 1893 et 1895, au moment des Études sur l'hystérie, Freud et Breuer évoquent dans leur « Communication préliminaire », la « dissociation de la conscience » ou « dissociation du conscient » qu'ils appellent aussi « double conscience », phénomène qu'ils observent, disent-ils, « dans toutes les hystéries ». Ils donnent à ces « états de conscience anormaux » le nom « d'états “hypnoïdes” ». Même si plus tard, à l'occasion du cas « Dora » (1905), Freud attribue cette formulation d' « état hypnoïde » au seul Breuer, il est loisible, selon Roudinesco et Plon, d'entrevoir dans cette déclaration alors commune de Freud et Breuer en 1895 « les prémices de l'idée freudienne d'inconscient ». Toutefois, c'est seulement dans la lettre à Wilhelm Fliess du 8 décembre 1896 que Freud utilise explicitement pour la première fois le terme d'« appareil psychique » en indiquant déjà « les instances constitutives de ce qui deviendra la première topique, le conscient, le préconscient et l'inconscient ». Dans la lettre du 10 mars 1898, Freud situe « la naissance de l'inconscient entre 1 et 3 ans, période où “se forme l'étiologie de toutes les psychonévroses” », écrit-il.
À la fin des années 1890, Freud est en train de travailler à L'Interprétation du rêve : il fait part le 7 juillet 1898 à Fliess de « l'état d'avancement » de l'ouvrage, qu'il estime lui avoir été « entièrement dicté par l'inconscient ». C'est au chapitre VII de L'Interprétation du rêve, consacré à l'exposé de la théorie du fonctionnement de l'appareil psychique, que Freud va décrire « les instances de sa première topique » : conscient, préconscient et Inconscient.

#### L'inconscient au sens topique
Freud élabore un appareil psychique constitué de systèmes doués de fonctions différentes et disposés dans un certain ordre les uns par rapport aux autres. On peut les considérer comme des lieux (topos : « lieu » en grec), d'où la notion de topique. D'après Michèle Porte, le nom « Inconscient » désigne « le lieu opposé au Préconscient-Conscient, selon la première topique ».

Représentation de la seconde topique comparée à la première.

- Dans la première topique de l’appareil psychique, Freud nomme « inconscient » une instance composée d’éléments refoulés à qui a été refusé l’accès à l’instance préconscient-conscient et qui est constituée de représentations des pulsions régies par les mécanismes du processus primaire[16]. Dans l'article de Freud sur L'inconscient (Das Unbewusste, 1915), les contenus refoulés de l'inconscient sont appelés « représentants de la pulsion », parmi lesquels compte « essentiellement le représentant-représentation »[1]. Les représentations inconscientes « sont agencées en fantasmes, scénarios imaginaires auxquels la pulsion se fixe »[1]. Si, assez souvent, l'inconscient est classiquement assimilé à « l'infantile en nous », Laplanche et Pontalis expriment la réserve suivante: dans la théorie freudienne, « c'est par l'action du refoulement infantile que s'opère le premier clivage entre l'inconscient et le système Pcs-Cs »[1]. Pour les deux auteurs, l'inconscient freudien est « constitué — même si le premier temps du refoulement originaire peut être considéré comme mythique ; ce n'est pas un vécu indifférencié »[1].
- Dans la seconde topique, avec le remaniement de la théorie de l'appareil psychique à partir de 1920 chez Freud[1], l'inconscient va désigner principalement l'instance du « Ça », tout en recouvrant partiellement celles du « Moi » et du « Surmoi »[16]. Selon Laplanche et Pontalis, le terme « inconscient » est alors employé « surtout sous sa forme adjective », qualificative du ça et en partie du moi et du surmoi, sans être « le propre d'une instance particulière »[1]. Toujours d'après les mêmes auteurs, le ça « constitue le pôle pulsionnel de la personnalité »[17]. Les contenus du ça, « contenus » étant à entendre comme « expression psychique des pulsions », sont inconscients, « pour une part héréditaires et innés, pour l'autre refoulés et acquis »[17].

### Après Freud

#### Courants freudistes
Melanie Klein et Karen Horney conservent bien « l'inconscient freudien au centre de leurs conceptions », mais déplacent « leur attention vers la relation archaïque à la mère, au détriment de la sexualité et du rôle paternel ».
D'après Roudinesco et Plon, certains courants du freudisme comme l'annafreudisme et l'Ego psychology vont faire du moi de la deuxième topique freudienne « l'instance la plus forte de la personnalité au détriment du ça et de la partie inconsciente du moi », contrairement à l'importance reconnue par Freud de « cette partie inconsciente du moi » (dans Le Moi et le Ça).

#### Lacan

##### L’inconscient est le discours de l’Autre
Pour Jacques Lacan, il a été fréquemment oublié, après Freud, que « l'expérience psychanalytique est celle où le sujet est confronté à la vérité de sa destinée » à travers les discours qui l’ont constitué (ceux des parents principalement) et dans lesquels il se situe. Ainsi dans la mesure où toute parole est destinée à quelqu'un, où elle possède une adresse, le sujet s'identifie dans le discours à ce qu'il pense être son identité, son moi, qui n'est en réalité qu'un autre. Mais le sujet questionne véritablement son existence à partir de l'« Autre », un « lieu d’où se pose pour lui la question de son existence concernant son sexe et sa contingence dans l’être nouée dans les symboles de la procréation et de la mort », cette question est de l’ordre de la loi symbolique qui fonde l’alliance et la parenté (ce que Freud nomme le complexe d’Œdipe), ordre symbolique identique à l'ordre du langage car

« c'est à travers les nominations de la parenté et les interdits que se noue le fil des lignées. Aussi le sujet se constitue-t-il au lieu de l’Autre, dans la dépendance de ce qui s'y articule comme discours, pris dans une chaîne symbolique où il est joué comme un pion : l’inconscient est le discours de l’Autre. »

##### L'inconscient est structuré comme un langage
Le discours de l'Autre constitue une chaîne signifiante dans une altérité vis-à-vis du sujet aussi radicale que « celle des hiéroglyphes encore indéchiffrables dans la solitude du désert » selon la formule de Lacan dans les Écrits mais cette chaîne prend les formes de la répétition freudienne en interférant dans les coupures du discours et fait symptôme. S'appuyant sur la linguistique de Ferdinand de Saussure et de Roman Jakobson, Lacan montre que les lois qui structurent l’inconscient se retrouvent dans la chaîne du discours : l’inconscient est structuré comme un langage, ce qui ne signifie pas qu'il l’est comme une langue. La linguistique structurale a mis au jour la distinction entre signifiant et signifié mais, pour Lacan, c'est le signifiant qui prime sur le signifié, et les deux ordres sont séparés par une barre qui marque la résistance à la signification. Il est donc nécessaire d’abandonner l’illusion que le signifiant représente le signifié, par exemple les signifiants « homme » et « femme » ne rendent pas compte des concepts d’homme et de femme mais renvoient à la différence des places assignés l’un à l'autre par la loi symbolique, phallique ; en ce sens « les motifs de l'inconscient se limitent au sexuel » et à l'imaginaire. Lacan établit ainsi la correspondance entre des figures de style et les formes de manifestations de l’inconscient identifiées par Freud tels le déplacement et la condensation : le symptôme prend la forme d'une métaphore et la métonymie celle du désir.

##### Le sujet de l’inconscient
Les productions de l’inconscient montrent que, dans l’inconscient, « ça pense », mais sous la forme d’une « structure de discontinuité, de fente aussitôt refermée qu'apparue, structure de battement » où le sujet de l’énonciation, distinct du sujet de l’énoncé (du « je » grammatical), apparaît fugitivement au moment du « ratage de l’objet du désir », toujours fuyant. Pour autant, le sujet de l’inconscient est toujours « sans voix » de par la structure du signifiant : le sujet est représenté par un signifiant pour un autre signifiant, ce qui implique que le sujet s'évanouit, réduit à n'être qu'un signifiant dans le mouvement même où il est amené à parler. Ce n’est que dans le retour du refoulé qu'il peut donner quelque chose à entendre. C’est pourquoi le rêve est un rébus, « une expression pictographique sans alphabet constitué », témoignant de pensées non arbitraires mais dont on ne peut tirer de conclusion définitive « car leur cause, point ombilical, échappe : ce que Lacan nomme le réel ».

##### La lettre
Ce n'est pas le phonème qui constitue l’unité d’organisation de l'inconscient mais la lettre, de nature localisable et différentielle, à la fois pur symbole et élément matériel, pris par le sujet comme objet perdu voire objet lui-même. En ce sens, les mots sont traités comme des choses, et à l'image de la poésie, « ils se prêtent à la dislocation et à la césure selon le jeu de « lalangue », où le sujet de l’inconscient trouve à se faire entendre et le symptôme à s'écrire », ainsi les éléments (en eux-mêmes dépourvus de signification) de la chaîne signifiante à l’œuvre dans l’inconscient tirent leur valeur de leur émergence dans le discours en tant que signe d’un désir interdit.

Ruban de Möbius : il ne possède qu'une face, si on part d'un point, on parcourt l'ensemble de la bande.

##### Topologie
L'inconscient ne devrait pas être représenté comme un dedans opposé à un dehors mais selon une structure topologique de bord : « la béance de l’inconscient en son mouvement d'ouverture et de fermeture est d’une structure isomorphe à celle des pulsions prenant électivement appui sur les zones du corps comportant un bord ». Cette topologie peut être rapportée à diverses formes, dont la bande de Möbius : les manifestations de l’inconscient ne franchissent pas un bord mais sont dans une continuité comme l’envers et l’endroit d’une telle bande.

#### Laplanche
La notion lacanienne de l'inconscient « structuré comme un langage » a été critiquée par Jean Laplanche dans le rapport coécrit avec Serge Leclaire, « L'inconscient, une étude psychanalytique », soumis à discussion du colloque de Bonneval sur « L'Inconscient » (automne 1960). Selon Roudinesco et Plon, tandis que Leclaire y démontre à partir d'un cas clinique, « la validité de la proposition du primat du signifiant, Laplanche la renverse en soutenant que “l'inconscient est la condition du langage” ».
Patrick Merot observe quant à lui que tout en poursuivant une lecture critique de Freud et en reformulant la théorie de la séduction par son élargissement que signifie la théorie de la séduction généralisée, Jean Laplanche n'a pas cessé non plus de poursuivre « un dialogue, implicite celui-ci, avec Jacques Lacan, dont il reprend le terme de signifiant, avec le concept de "signifiant énigmatique" qu'il reformulera plus tard en "message compromis", c'est-à-dire infiltré par l'inconscient sexuel des parents ». Pour Laplanche en effet, « la relation enfant-parent, dans sa dissymétrie » correspond à « une situation anthropologique fondamentale » que reproduit « l'asymétrie du dispositif analytique ».
Dans la ligne de la lettre 52 de Freud à Wilhelm Fliess, la théorie de la séduction généralisée, avec le « primat de l'autre » que représente l'inconscient adulte, a pour corollaire chez Laplanche une théorie de la « traduction » conséquente, et ainsi que l'écrit en 1997 Dominique Scarfone au sujet du « modèle traductif laplanchien », un tel processus traductif fait que « nous trouvons à l'arrivée un inconscient réel, à la fois structurel et dynamique chez l'enfant, résultat du refoulement originaire conçu comme "défaut de traduction" ».

## L'inconscient en psychologie analytique
Proche dans un premier temps de la psychanalyse freudienne, Carl Gustav Jung a par la suite créé sa propre école de psychologie analytique: le point de vue de Sigmund Freud se rapportant à l'idée d'un inconscient individuel s'opposait à l'idée d' « inconscient collectif » de Jung,.
Dans le cadre de la psychologie analytique, l'inconscient a sa définition propre. Pour Carl Gustav Jung en effet, l'inconscient se composerait d'un « inconscient personnel », d'un « inconscient collectif » et d'un « inconscient spirituel » qui nous préviendrait de dangers et trouverait la solution de certains conflits. Jung donne des exemples de rêves qui auraient une fonction d’avertissement.

« [La complexité de la psychanalyse jungienne tiendrait] au fait que toutes les instances psychiques sont en étroites relations les unes avec les autres. Décrire isolément un concept donne de lui une vision forcément partielle car ne tenant compte ni des rapports dynamiques avec les autres instances ni de l'ensemble du système psychique. Tout est lié, tout est en mouvement. »

## L'Inconscient dans l'art
Le sujet de l'inconscient touche aux origines et aux explorations de la psychanalyse - Freud à Vienne, Ferenczi à Budapest, Jung à Zurich. Il concerne le spiritisme, la théosophie d'Hélène Blavatsky, l'anthroposophie de Rudolf Steiner. Et les avant-gardes : expressionnisme, abstraction, Dada, surréalisme. Autant Ernst que Kupka, Arp que Klee, Ubac que Man Ray.
Freud a révolutionné nos représentations des pulsions sexuelles et des désirs inconscients, rencontré Breton puis Dalí le « fanatique », analysé des œuvres de Léonard de Vinci et Michel-Ange, collectionné des milliers d’antiques. Salvador Dalí considérait ce "maître spirituel" en toute simplicité comme son propre père.
Kandinsky, peintre russe, est souvent considéré comme l’auteur de la première œuvre d'art abstrait de l'époque moderne. Son premier grand ouvrage théorique sur l’art, intitulé Du spirituel dans l’art et dans la peinture en particulier, paraît fin 1911. Il expose dans ce court traité sa vision personnelle de l’art, dont la véritable mission est d’ordre spirituel, ainsi que sa théorie de l’effet psychologique des couleurs sur l’âme humaine et leur sonorité intérieure inconsciente.
Dans l'art contemporain, la théorie de l'inconscient dans l'art abstrait a été développée par l'artiste Ekaterina Aristova, qui a publié à Paris le Manifeste de l'art inconscient.
Le premier Manifeste du surréalisme a été publié par André Breton en 1924. Breton définit le surréalisme : « Automatisme psychique pur par lequel on se propose d’exprimer, soit verbalement, soit par écrit, soit de toute autre manière, le fonctionnement réel de la pensée. Dictée de la pensée, en l'absence de tout contrôle exercé par la raison, en dehors de toute préoccupation esthétique ou morale » L'approche de André Breton a été basé sur la théorie de psychanalyse de Freud.